# Donrichardsia macroneuron
Donrichardsia macroneuron är en bladmossart som beskrevs av H. Crum och Lewis Edward Anderson 1979. Donrichardsia macroneuron ingår i släktet Donrichardsia och familjen Amblystegiaceae. IUCN kategoriserar arten globalt som sårbar. Inga underarter finns listade i Catalogue of Life.